# Gallinero de Rioja
Gallinero de Rioja es una localidad del municipio de Manzanares de Rioja en La Rioja (España).

## Economía

### Sector primario
El sector primario es el sector principal, destacando el cultivo de cereal.

## Cultura

### Equipamientos culturales
- Museo etnográfico José Luis Narro: situado en una nave industrial en la que se muestran las herramientas utilizadas en el campo.

### Festividades

#### Fiestas de agosto
Fiestas populares celebradas el último fin de semana de agosto. Se realizan misas, procesiones, degustaciones, actividades lúdico deportivas orientadas para todas las edades. 

## Demografía
A 1 de enero de 2010 la población de la localidad ascendía a 43 habitantes, 25 hombres y 18 mujeres.
A 1 de enero de 2020 la población de la localidad era de 28 habitantes, 18 hombres y 10 mujeres.
| Gráfica de evolución demográfica de Gallinero de Rioja entre 2000 y 2023                         |
|                                                                                                  |
| Población de derecho (2000-2023) según los censos de población del INE a 1 de enero de cada año. |

## Patrimonio

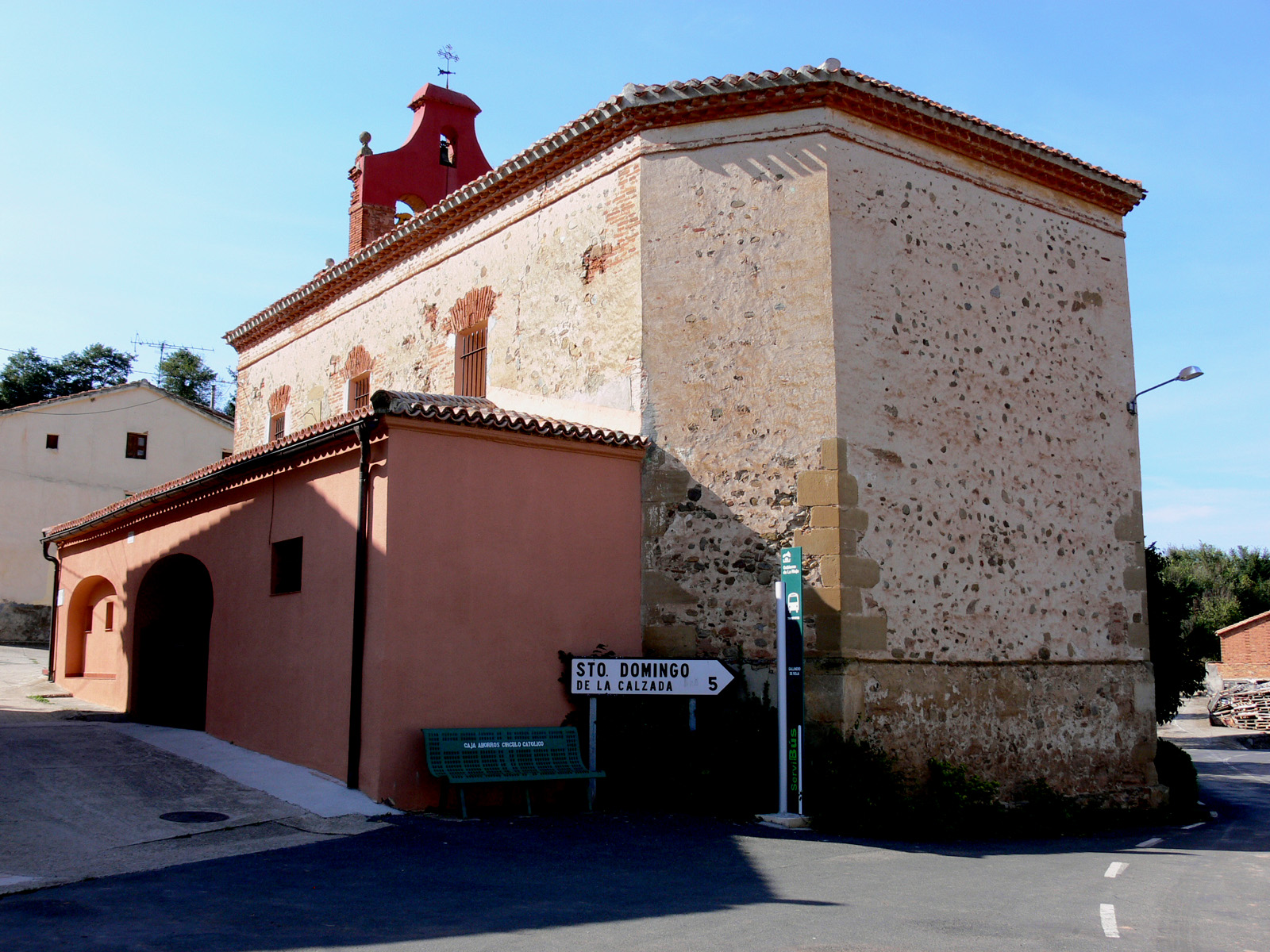
Iglesia de San Juan Evangelista.

- Iglesia de San Juan Evangelista. Del siglo XIX.